# Somapura Mahavihara
Somapura Mahavihara está entre los restos de vihara budista más célebres del mundo. Situado en Naogaon, Bangladés. Es parte del Patrimonio de la Humanidad de la Unesco desde el año 1985.

## Arquitectura
La estructura tiene forma cuadrada, consistiendo en 177 celdas, utilizadas por los monjes para meditar, y una estupa central. Encontramos también, varias estupas en el complejo, así como santuarios de con tallas variadas, placas en barro cocido, esculturas de piedra, inscripciones y grabados, etc.
El sitio protege los restos de un vasto monasterio budista, Somapura Mahavihara, abarcando 27 ha. Era un importante centro intelectual no sólo para los budistas, sino que también para los jainistas y los hinduistas.

## Historia
Las excavaciones han descubierto un sello que lleva la inscripción Shri-Somapure-Shri-Dharmapaladeva-Mahavihariyarya-bhiksu-sangghasya, que identifica el lugar como construido por el segundo rey Pala, Dharmapala (hacia 781-821). Fuentes tibetanas, del que existen traducciones de Dharmakayavidhi y Madhyamaka Ratnapradipa, así como la historia de Taranatha y Pag-Sam-Jon-Zang, mencionan que el sucesor de Dharmapala, es Devapala (hacia 810-850) quien lo hizo construir después de su conquista de Varendra. Las inscripciones sobre los pilares en el mismo sitio llevan una mención al quinto año del reinado del sucesor de Devapala, Mahendrapala (hacia 850-854) acompañado por el nombre de Bhiksu Ajayagarbha. Pag-Sam-Jon-Long de Taranatha dice que el monasterio fue reparado y renovado en el reinado de Mahipala (hacia 995-1043).
La inscripción Nalanda de Vipulashrimitra dice que el monasterio fue destruido por un incendio que mató al antepasado de Vipulashrimitra, Karunashrimitra, durante la conquista del ejército Vanga en el siglo XI, probablemente tropas de rey Varman. Cerca de un siglo más tarde Vipulashrimitra restaura el vihara y aumenta el templo dedicado a la diosa Tara. Durante el reinado del rey Sena en la segunda mitad del siglo XII el vihara decae en importancia por última vez, y este es finalmente abandonado en el siglo XIII cuando la región pasa a dominación musulmana.
Atiśa Dipankara Shrijnana pasó muchos años y tradujo el Madhyamaka Ratnapradipa al tibetano.
- Datos: Q305044
- Multimedia: Somapura Mahavihara / Q305044